# Cozumel
Cozumel a Karib-tenger Mexikóhoz tartozó szigetei közül a legnagyobb területű és a legnépesebb. Kedvelt turisztikai célpont, a világ minden tájáról sokan érkeznek ide. Neve a maja nyelvből származik, jelentése: „fecskék szigete”.
Közigazgatásilag néhány kis szigettel együtt Quintana Roo szövetségi állam egy községét alkotja. 2010-ben 79 535 fő lakta, ebből 77 236-an laktak a községközpontban, San Miguel de Cozumelben, a többiek a szigeten található 121 kisebb településen éltek.

## Földrajz
A sziget Mexikó legkeletebbi részén, a Yucatán-félszigettől keletre, a Karib-tengerben található. Hossza több mint 40, szélessége kevesebb mint 20 km. Felszíne nagyrészt sík, legmagasabb kiemelkedései sem érik el a 20 méteres tengerszint feletti magasságot. Partvonala nem különösebben tagolt, déli részén néhány tengerből lefűződött tó helyezkedik el: a Laguna Colombia, a Laguna Ciega és a Chankanaab. Néhány édesvizű cenote is található a szigeten.
Éghajlata forró, nedves. Az éves átlaghőmérséklet 25,5 °C, az évi átlagosan 1504 mm csapadék nagyobb része nyáron hull.
A legnagyobb város, San Miguel de Cozumel a sziget középpontjától északnyugatra, a tenger partján épült fel. Cozumel többi részét szinte teljes egészében trópusi erdő borítja, olyan fafajokkal, mint például a zapote, a Bursera simaruba (chacáh) és a kenyérdiófa (ramón). Mivel a szigetre látogató nagyszámú turista veszélyt jelent a környezetre, ezért több védett területet is kijelöltek: a közel 120 km²-es Arrecifes de Cozumel Nemzeti Park a délnyugaton  található korallzátonyokat védi, a 14 hektáros Chankanaab natúrpark a Chankanaab nevű tavat és annak környezetét (beleértve egy botanikus kertet is), a 674 hektáros Laguna Colombia természetvédelmi terület pedig a Colombia tavat.

## Története
A szigeten a spanyolok megérkezése előtt maják éltek, a terület az Ecab nevű tartományukhoz tartozott. Az itt emelt Ixchel-szentély fontos zarándoklati célpont volt, de rajta kívül a Kukulkán istenhez köthető kultusz is jelen volt. Egy orákulum is működött a szigeten.
A spanyol hódítók igen korán, már 1518. május 3-án partra szálltak a szigeten. Az expedíciót vezető Juan de Grijalva a megérkezés napjáról, a szent kereszt megtalálásának emléknapjáról a szigetet Santa Cruznak nevezte el. 1519-ben Hernán Cortés már a harmadik expedíciót indította Kubából: ennek egyik hajója, amelynek kapitánya Pedro de Alvarado volt, kikötött Cozumelen, majd a partra szálló spanyolok kifosztották a helyi lakosokat és a szentélyeket. Cortés megérkeztével békülés kezdődött: szabadon engedték a foglyul ejtett őslakókat és visszajuttatták nekik elrabolt javaikat.
Egy Pedro de Valdivia vezette expedíció során Jerónimo de Aguilar és Gonzalo Guerrero fogságba esett a szigeten. Aguilart később kiszabadították, és tolmácsként alkalmazták, Guerrero viszont házasságot között egy maja kacika lányával, és szembefordult a spanyolokkal. 1528-ban még Francisco de Montejo is járt a szigeten, de a gyarmati évszázadok alatt Cozumel lényegében lakatlan maradt. A kasztok háborúja során a szárazföldön dúló erőszak elől menekülve végül sokan telepedtek le a szigeten.

## Turizmus, látnivalók
A szigetre a legtöbb turistát a homokos tengerpartok és a maja kultúrához köthető emlékek vonzzák. A legjelentősebb régészeti lelőhelyek San Gervasio, El Cedral, Miramar, Punta Molas, Celarain és Cinco Puertas. A községközpontban újabb kori építészeti emlékek is láthatók, mint például a 20. század elejéről származó óratorony, egy 1935-ben épült móló, valamint parkok és emlékművek.
A sziget déli részén levő Chankanaab nevű tó (amely egy föld alatti alagúton összeköttetésben áll a tengerrel) az élővilága miatt érdekes: benne a tengeri állatok, a mellette kialakított botanikus kertben a vidék növényzete tanulmányozható. Közelében, a parttól mintegy 100 méterrel korallzátonyok találhatók, és itt egy Szűz Mária-szobrot is lesüllyesztettek a víz alá.

## Képek

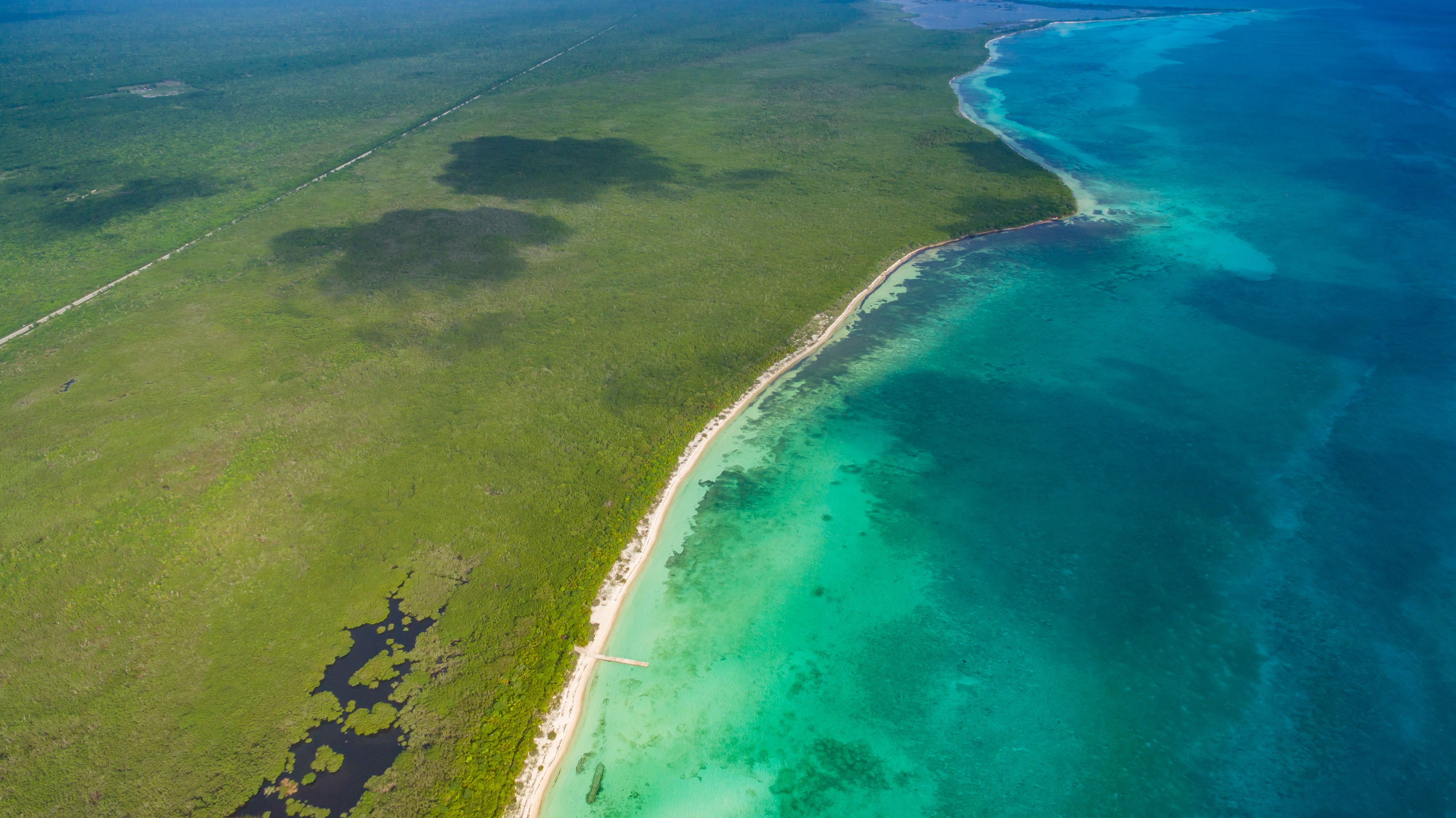
Légi felvétel
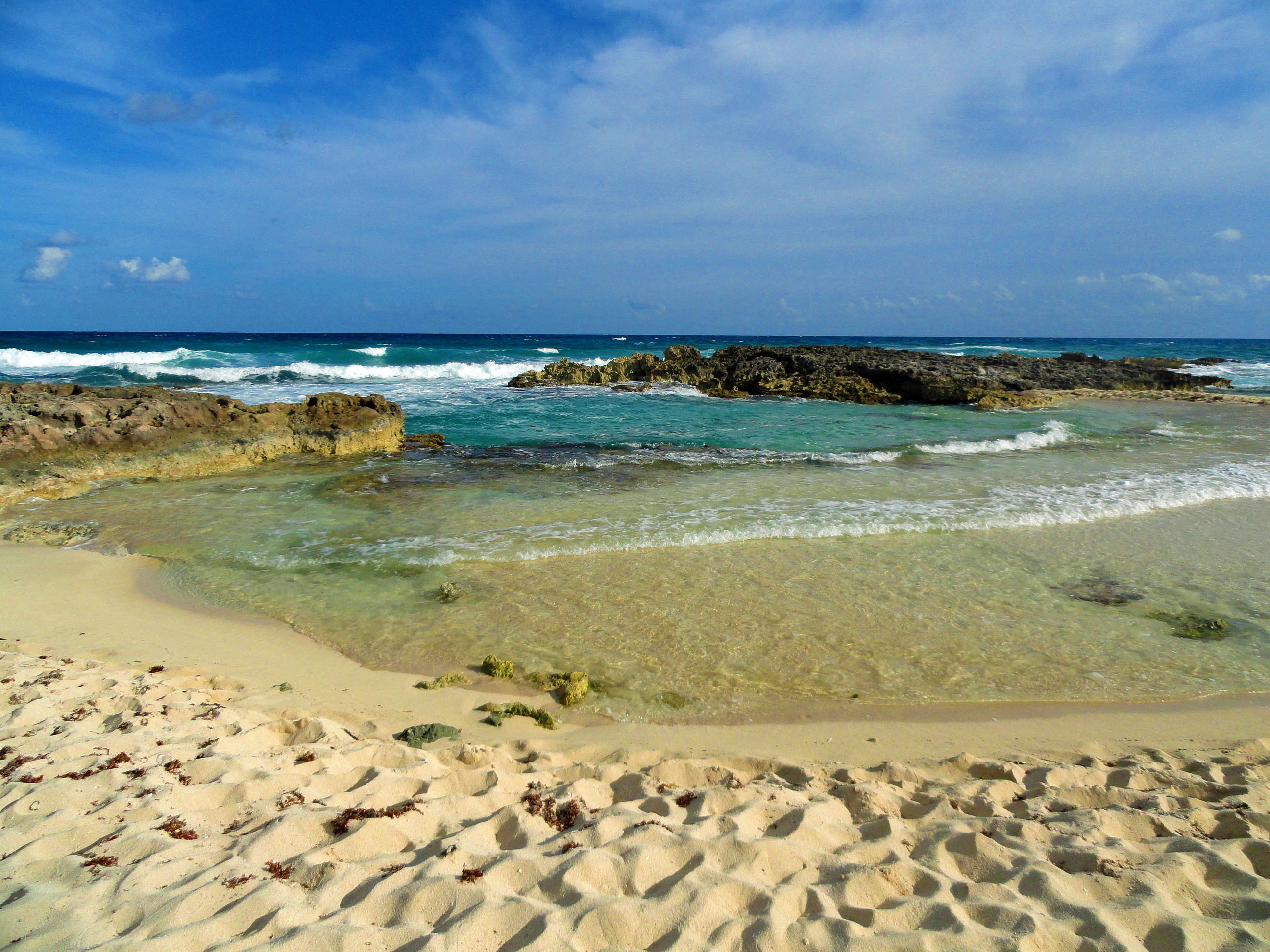
Partvidék
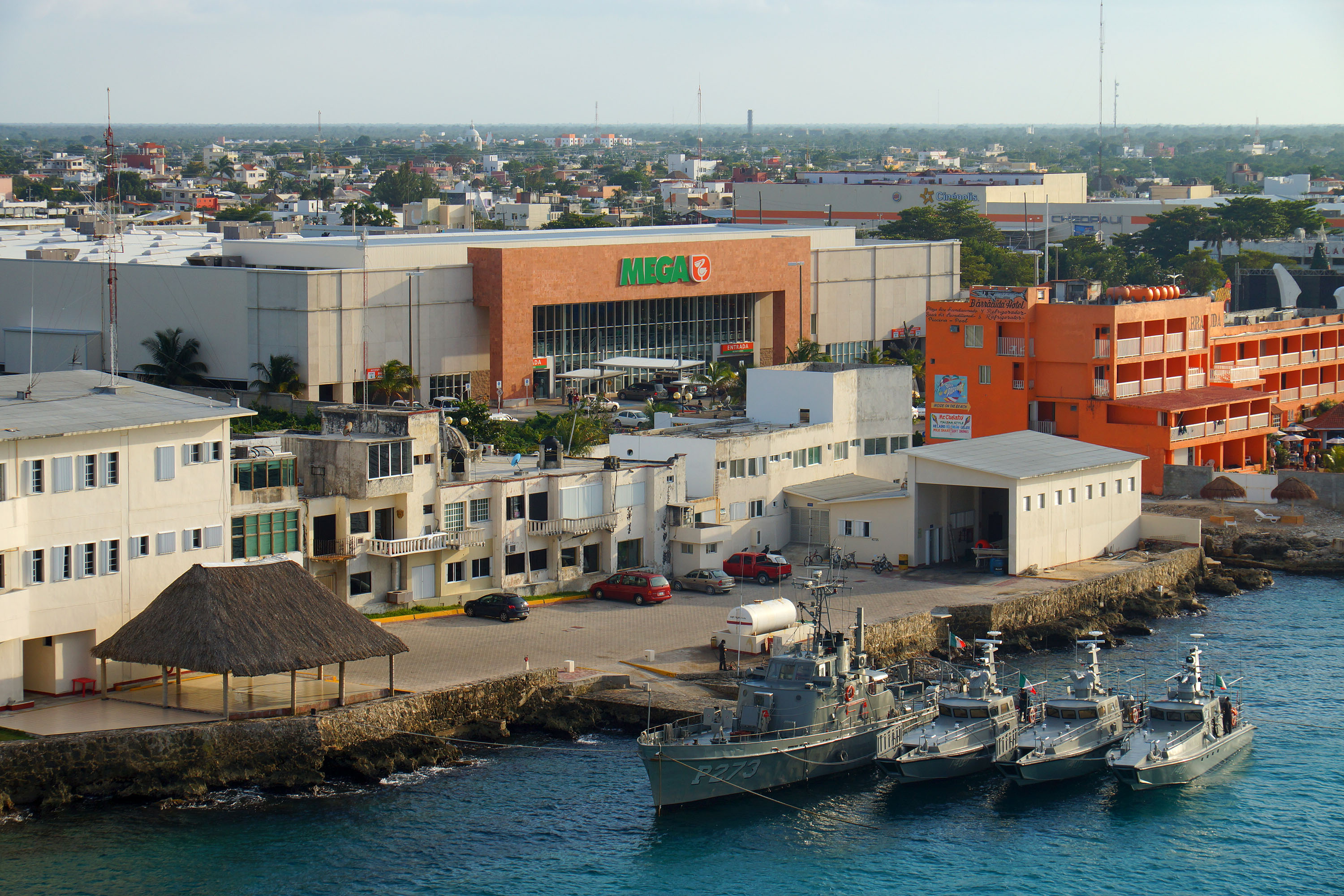
San Miguel de Cozumel kikötője
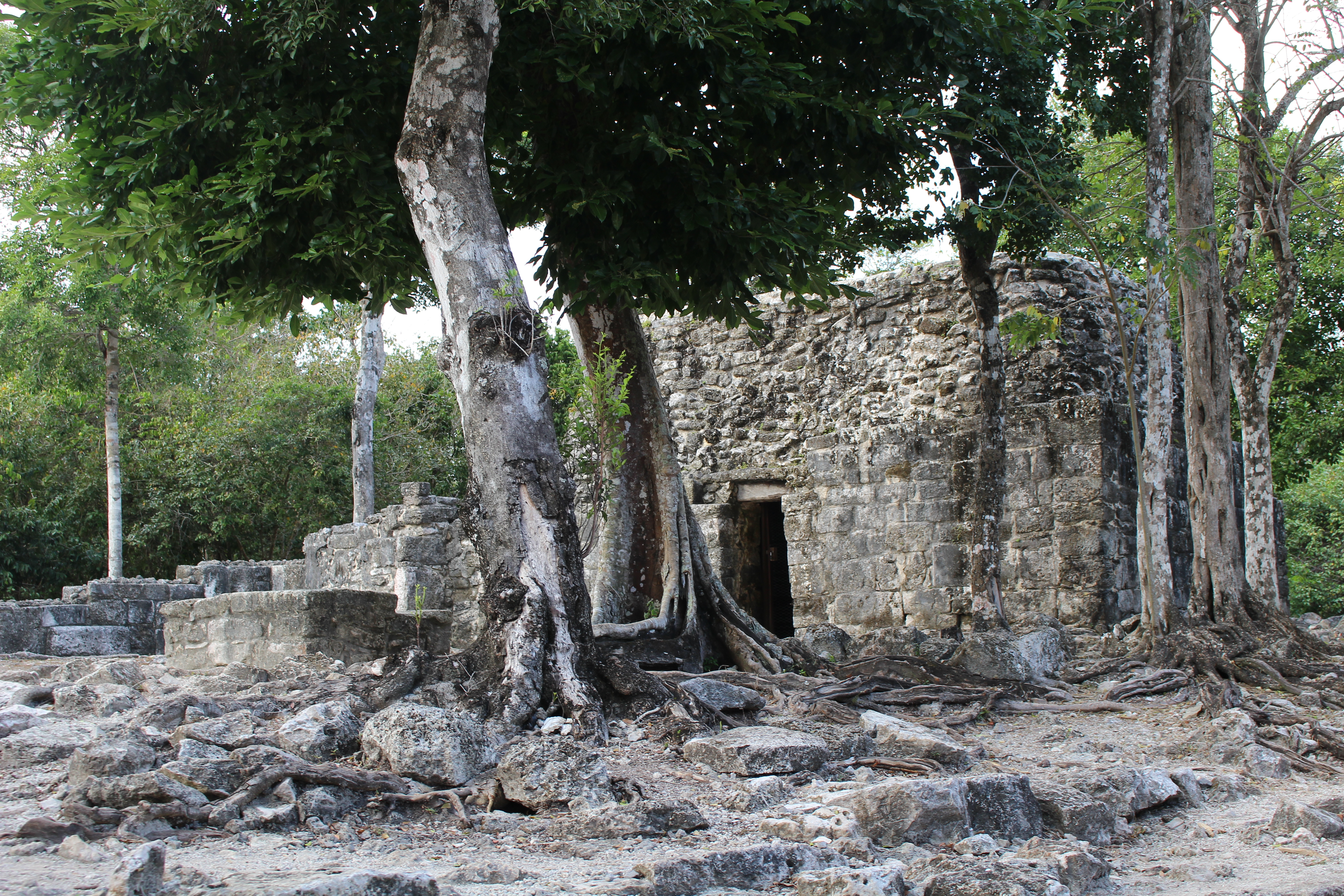
San Gervasió-i maja romok
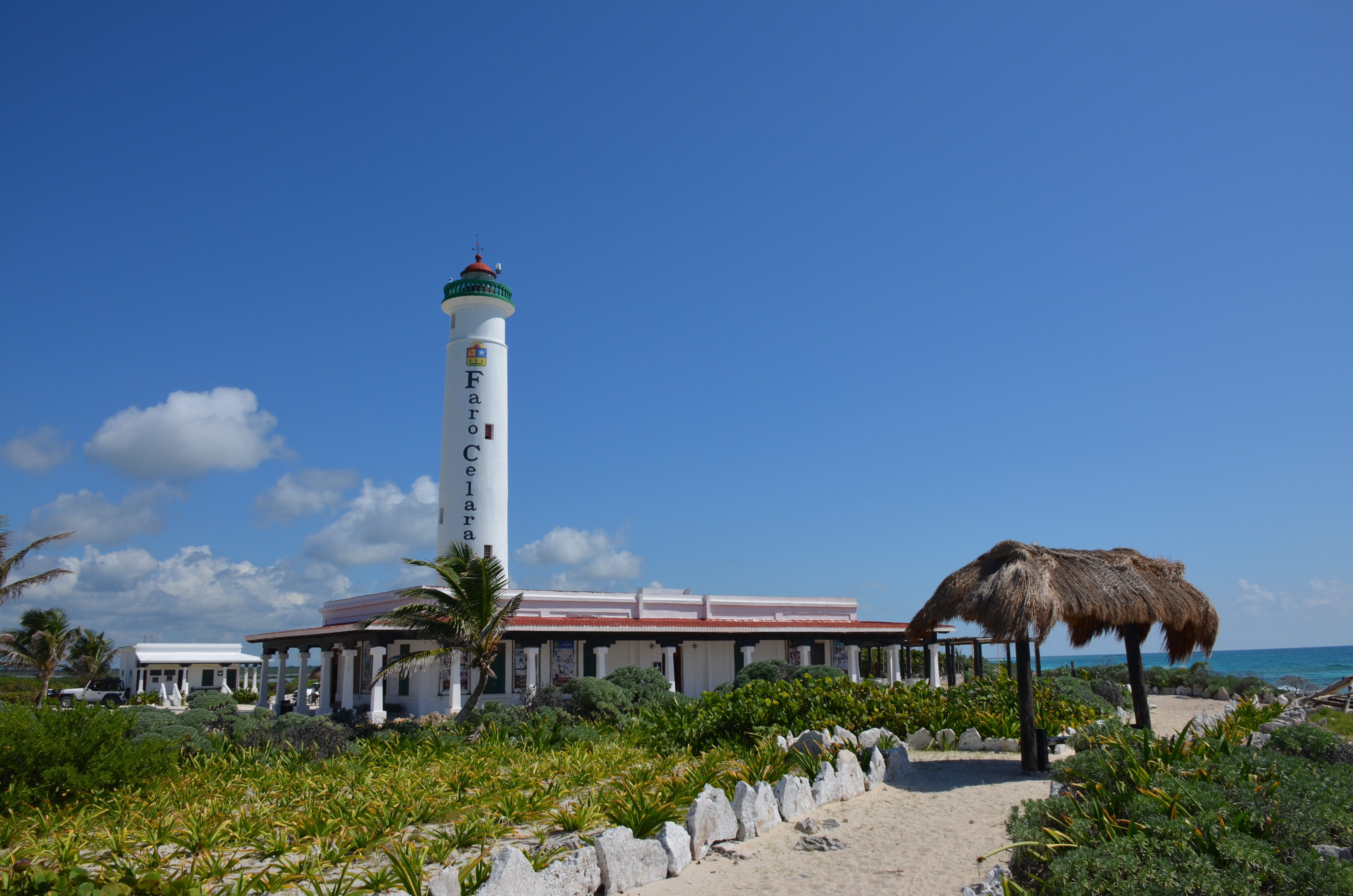
A Celarain világítótorony